# Parc provincial de Katepwa Point
Le parc provincial de Katepwa Point est un parc provincial de la Saskatchewan au Canada situé dans la vallée de la Qu'Appelle.